# Die Geschlossene Kette
Die Geschlossene Kette er en tysk stumfilm fra 1920 af Paul L. Stein.

## Medvirkende
- Pola Negri
- Aud Egede-Nissen
- Carl Ebert
- Greta Schröder
- Rudolf Klein-Rhoden
- Lotte Stein
- Albert Steinrück
- Elsa Wagner
- Boris Michailow